# Nicéphore Diogène
Nicéphore Diogène (en grec Νικηφόρος Διογένης) est un prince byzantin de la famille des Diogenai, fils de l'empereur Romain IV Diogène et de l'impératrice Eudocie Makrembolitissa. Il est prince porphyrogénète, né vers 1068, demi-frère de l'empereur Michel VII Doukas.

## Biographie
Il perd son père vers 1071, après le désastre de Manzikert, qui est emprisonné puis aveuglé par Michel VII. Il est alors exilé avec sa mère et son jeune frère Léon dans un monastère du Bosphore. Ils sont rappelés à Constantinople en 1078 lors de l'avènement de Nicéphore III Botaniatès. Quand Alexis Ier Comnène accède au trône, il élève Nicéphore et Léon « comme ses propres enfants » selon les propos d'Anne Comnène. En réalité, il est probable qu'il souhaite garder un œil sur eux qui, par leur origine, peuvent un jour devenir des prétendants au trône. C'est ainsi que les deux frères sont fréquemment aux côtés du basileus lors de ses campagnes. Nicéphore semble avoir rapidement un ascendant important sur une partie de l'armée. Il est décrit comme vif, intelligent et courageux au combat. Il est grand, blond, habile à de nombreux jeux et sports, ce qui le rend populaire aussi dans la population.
C'est par contre un assez piètre tacticien. En octobre 1081, à la veille de la bataille de Dyrrachium, il n'a alors que 12 ou 13 ans, et il participe avec son frère au conseil réuni par l'empereur et préconise, contre les officiers plus expérimentés, une attaque immédiate des Normands. Alexis curieusement suit cet avis qui se révèle désastreux. La scène se reproduit à l'identique à Dristra en août 1087 contre les Petchénègues avec un résultat similaire. Lors de cette bataille, Nicéphore combat courageusement mais n'est sauvé que par l'intervention personnelle d'Alexis. Son jeune frère, Léon, est tué dans les combats.
Alexis confie à Nicéphore en 1085 la concession de la Crète, ce qui lui permet d'en nommer les gouverneurs et d'en toucher les revenus fiscaux. Il est probable qu'il n'a jamais visité cette province car il est sans cesse aux côtés de l'empereur. Cependant la révolte du gouverneur de Crète, Karykès, en 1091 pose la question de la responsabilité et de l'implication de Nicéphore dans cette révolte puisque c'est lui qui a nommé ce responsable à la tête de l'île. Il semble en tout cas, selon Anne Comnène, qu'à partir de la mort de son frère Léon en 1087, présenté par l'historienne byzantine comme étant d'une grande droiture envers Alexis, Nicéphore n'ait cessé de comploter contre le basileus.
Nicéphore il est vrai est à la tête d'une famille apparentée aux Doukas ainsi qu'aux Comnène. Il reçoit le soutien de nombreux sénateurs et de Michel Tarônitès, époux de Marie, la sœur d'Alexis.
Au début du mois de juin 1094, l'armée campe à quelques kilomètres de Constantinople lorsque Nicéphore installe sa tente à proximité de la tente impériale sans respecter l'intervalle habituel. Ce comportement intrigue les proches d'Alexis, son préposé à l'encrier Manuel Philokalès en particulier, qui surveillent le comportement de Nicéphore. Celui-ci tente, alors que l'empereur et sa femme dorment, de franchir le seuil de la tente armé d'un poignard mais il est surpris et renonce provisoirement. Alexis se rend quelques jours plus tard dans la propriété de Constantin Doukas, le neveu de Nicéphore et le fils de Marie d'Alanie. Nicéphore tente alors d'assassiner l'empereur, mais il est intercepté par le fidèle Tatikios. Il parvient à fuir, mais, rattrapé, il est torturé afin de connaître l'étendue des complicités, puis aveuglé et exilé dans ses domaines.
Alexis sait Nicéphore populaire, y compris dans l'armée. Aussi le 8 juin, près de Serrès, fait-il entrer tous ses officiers dans la salle du trône de sa tente, y compris les partisans de Nicéphore Diogène, afin d'annoncer la condamnation à l'exil du révolté et l'amnistie pour ses partisans. Il évite de préciser qu'il a fait aveugler Nicéphore, ce qui écarte de facto ce dernier de toute nouvelle prétention au trône. Quelques décennies plus tard, Anne Comnène tente de donner de son père l'image d'un empereur qui pardonne à ceux qui s'en prennent à sa personne et prétend ne pas savoir si son père est responsable de l'aveuglement de son compétiteur. Il paraît invraisemblable qu'un tel ordre concernant un prince porphyrogénète n'ait pas reçu l'assentiment du basileus, mais Alexis, comme souvent en ce qui le concerne, ne souhaite pas endosser la responsabilité du châtiment. La répression dans l'ensemble reste très mesurée et Marie d'Alanie, impliquée par certains courriers, est éloignée de la capitale dans un monastère.